# Zond 5
A Zond 5 foi a quinta missão do programa espacial Zond e é considerada a precursora dos voos tripulados, principalmente porque esta foi a primeira sonda a dar uma volta em torno da Lua e retornar à Terra.
A sonda da missão foi lançada de um Sputnik Tyazheliy estacionado em órbita terrestre para fazer sondagens científicas durante um voo lunar e regressar à Terra. O lançamento ocorreu em 14 de Setembro de 1968 no Cosmódromo de Baikonur, na já extinta União Soviética.
Em 18 de Setembro de 1968, a nave espacial deu uma volta ao redor da Lua. A maior aproximação com a superfície foi de 1 950 km.
Ao longo do voo foram obtidas fotografias de alta qualidade da Terra a uma distância de 90 mil km. Foi incluído no voo um experimento biológico envolvendo: várias tartarugas, moscas do vinho, minhocas, plantas, sementes e bactérias. Em 21 de Setembro de 1968, a cápsula de reentrada voltou para a atmosfera terrestre e usando-se dos recursos da sua aerodinâmica conseguiu diminuir a velocidade até abrir os paraquedas a 7 km de altura. A cápsula caiu no Oceano Índico e foi recuperada com sucesso no mesmo dia.
O sucesso da missão Zond 5 marcou um grande passo da União Soviética na corrida espacial.